# Мемориал самарцам, погибшим в необъявленных войнах
Мемориал самарцам, погибшим в необъявленных войнах установлен в Самаре на площади Памяти в Октябрьском районе города.

## История
Самара долгое время оставалась городом, в котором отсутствовали памятники воинам, погибшим в локальных войнах. В 1995—1996 годах в Самаре был проведён конкурс на проект подобного монумента, и было решено для памятника объединить два проекта — московский и санкт-петербургский, однако дело остановилось на стадии фундамента.
Идея об установке памятника самарцам, павшим в локальных войнах, была вновь поднята при открытии при самарской школе № 64 мемориальной доски, посвящённой Герою России самарцу Виталию Талабаеву, который погиб на БМД-1 со всем экипажем в 1999 года во время Второй чеченской войны. В 2000 году в День памяти и скорби администрация города Самары дала обещание открыть памятник 2 августа 2001 года.
Памятник был создан архитектором Александром Темниковым и скульпторами Владимиром Обуховым и Борисом Чёрствым. Посвящён самарцам, которые пали в ходе 33 локальных конфликтов СССР и России. Мемориал представляет собой пять высоких пилонов-свечей из уральского мрамора, с пламенем, отлитых из бронзы. На пилонах высечены названия стран, где сражались воины. На памятной стене из развёрнутых листов мрамора выбиты 463 фамилии героев с указанием званий. В дальнейшем был установлен бронзовый памятник солдату горячих точек. Мемориал был построен на средства городского и областного бюджетов, а также на пожертвования граждан, его стоимость составила около 10 миллионов рублей.
Открытие памятника было приурочено к дате 15-летия со дня вывода советских войск из Афганистана и состоялось 4 октября 2001 года. По традиции здесь 15 февраля в День памяти воинов-интернационалистов проводятся торжественные митинги. Ежегодно 14 декабря, ― в день отправки со станции Кряж в Чечню 81-го гвардейского мотострелкового полка, ― здесь проходят траурные мероприятия, посвящённые памяти солдат и офицеров, погибших во время конфликтов на Северном Кавказе.